# Prosopocera sexmaculata
Prosopocera sexmaculata là một loài bọ cánh cứng trong họ Cerambycidae.